# Rádio UFG
A Rádio UFG, antes conhecida como Rádio Universitária 870 AM ou Rádio Universitária de Goiânia, é uma emissora de rádio brasileira sediada em Goiânia, capital do estado de Goiás, que atua órgão suplementar da Reitoria da Universidade Federal de Goiás (UFG)
É uma das rádios universitárias mais antigas do Brasil, criada pela Resolução CONSUNI nº 14/1962 e outorgada pelo Decreto nº 56.876, de 16 de Setembro de 1965. Iniciou suas operações em AM no ano de em 1962, na frequência 1400 KHz e na década de 1990, mudou de dial para 870 KHz.
Funcionou a maior parte de sua existência na Alameda das Rosas, no bairro Oeste. Em 1978, foi alvo de um incêndio, que destruiu parte de seu acervo. Na década de 1990, recebeu uma reforma, durante o governo Itamar Franco e posteriormente teve sua frequência alterada para 870 AM. Em 10 de março 2025, passou-se a chamar Rádio UFG e completou sua transição de rádio AM para FM, com o dial 88,5 FM.
Sua programação musical é focada em gêneros derivados da música popular brasileira, e sua equipe é formada por técnicos e estudantes do curso de Jornalismo.